# 감쇠기

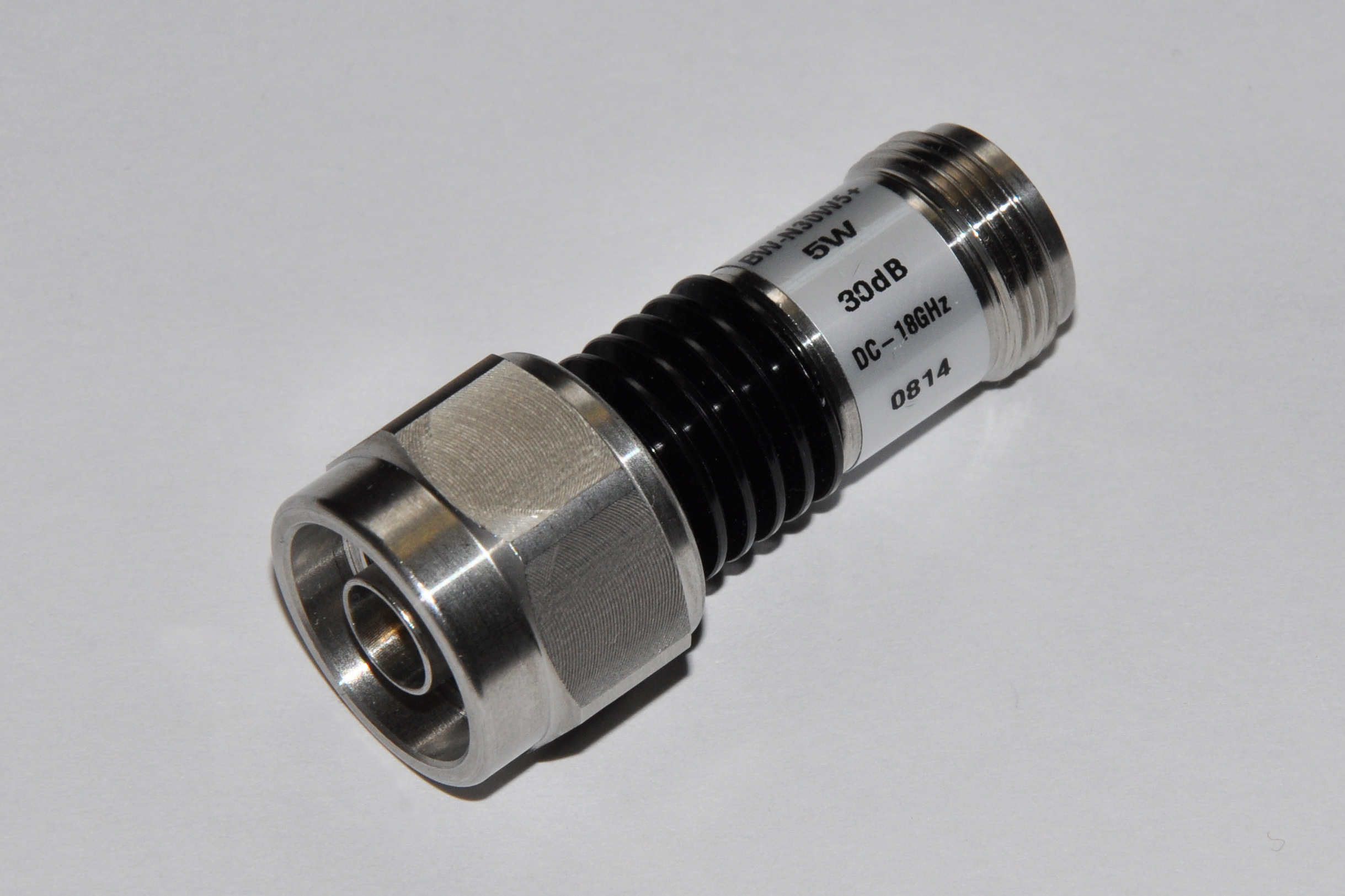
30dB 5W RF 감쇠기, DC-18GHz, N 타입 동축 단자.

감쇠기(減衰器, 영어: attenuator)는 파형을 왜곡시키지 않고 신호 세기를 줄이는 전자 기기이다. 감쇠기는 증폭기와는 반대로 볼 수 있으나 각기 동작 방식은 다르다.

## 특징
감쇠기의 주요 특징은 다음과 같다.
- 감쇠: 상대적 전력의 데시벨을 표현한다. 3dB 패드는 그 절반으로 전력이 감소하며, 6dB은 1/4로,10dB은 1/10로, 20dB은 1/100으로, 30dB은 1/1000으로 감소하는 식이다.
- 주파수 대역: 이를테면 DC-18 GHz
- 허용 손실(power dissipation)은 질량과 저항 표면적, 또 가능성 있는 추가 냉각핀들에 따라 달라진다.
- SWR은 입출력 포트를 위한 정재파 비(standing wave ratio)이다.
- 정확성
- 반복성

## RF 감쇠기
라디오 주파수(RF) 감쇠기는 일반적으로 동축 구조로 되어 있으며 초고주파 이상의 특수 도파관 구조가 요구된다. 주요 특징은 다음과 같다.
- 정확성
- 낮은 SWR
- 단조로운 주파수 반응
- 반복성

감쇠기의 크기와 형태는 그에 따른 능력과 감소력에 따라 달라진다.

## 참조
1. ↑  Attenuator Overview - a brief review of key specifications for fixed and step attenuators. Agilent.[깨진 링크(과거 내용 찾기)]
2. ↑  About RF attenuators 보관됨 2013-10-30 - 웨이백 머신 - Herley General Microwave

## 같이 보기
- 앰프